# Forbundsdagsvalget 1980
Valget i Tyskland 1980 var valget til den 9. tyske Forbundsdag og blev afholdt den 5. oktober det år.
Resultatet af valget var at regeringen bestående af SPD og FDP under ledelse af Helmut Schmidt blev siddende. Men i 1982 forlod FDP regeringen, noget som førte til at den mistede det nødvendige flertal i parlamentet. FDP gik derefter ind i en ny regering med CDU/CSU under ledelse af Helmut Kohl.

## Resultater
|  | Parti     | Partilistestemmer | Procent (ændring) | Procent (ændring) | Pladser (ændring) | Pladser (ændring) | Procent af pladser |
|  | --------- | ----------------- | ----------------- | ----------------- | ----------------- | ----------------- | ------------------ |
|  | SPD       | 16 260 677        | 42,9 %            | +0,3 %            | 218               | +4                | 43,9 %             |
|  | CDU       | 12 989 200        | 34,2 %            | −3,8 %            | 174               | −16               | 35,0 %             |
|  | FDP       | 4 030 999         | 10,6 %            | +2,7 %            | 53                | +14               | 10,7 %             |
|  | CSU       | 3 908 459         | 10,3 %            | −0,3 %            | 52                | −1                | 10,5 %             |
|  | De grønne | 569 589           | 1,5 %             | +1,5 %            | 0                 | +0                | 0,0 %              |
|  | Andre     | 180 057           | 0,5 %             |                   | 0                 |                   | 0,0 %              |
|  | Totalt    | 37 938 981        | 100,0 %           |                   | 497               | +1                | 100,0 %            |

Valgdeltagelsen var på 88,6 %.